# مارشال أفيري هاو
مارشال أفيري هاو (بالإنجليزية: Marshall Avery Howe)‏ هو عالم نبات أمريكي، ولد في 1867، وتوفي في 1936.